# Marx Maier
Marx Maier (12. Juli 1875 in Hörden – 3. September 1932 in Mannheim) war ein deutscher Hauptschullehrer und Kantor.

## Leben
Nach dem Studium am Großherzoglichen Konservatorium in Karlsruhe wurde Marx Maier 1898 als Kantor und Religionslehrer von der Jüdischen Gemeinde Weinheim angestellt.
Er war Hauptlehrer an der Pestalozzischule und richtete die naturwissenschaftliche Sammlung der Weinheimer Volksschule ein.
In seinen ersten Weinheimer Jahren studierte Marx Maier neben seiner Tätigkeit Gesang bei Karl Marx und Paul Hieber in Mannheim. Von 1899 bis 1904 nahm er Violoncello-Unterricht beim Konzertmeister Carl Müller und wirkte als Cellist im Orchester der Hochschule für Musik in Mannheim.

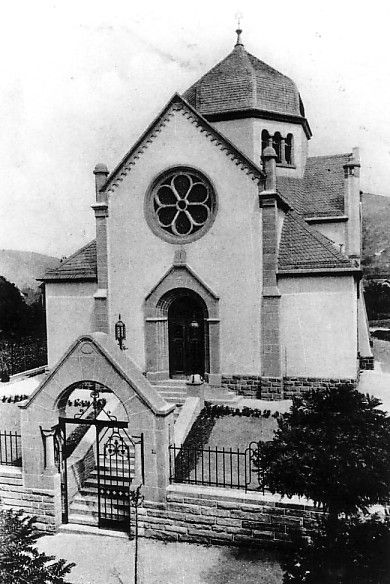
Neue Synagoge in Weinheim

Im Jahr 1904 gründete er den Synagogenchorverein der Synagoge in Weinheim. Er war auch 1918 Mitbegründer und erster Vorsitzender des heute noch bestehenden Kammermusikvereins Weinheim. Uber ein Vierteljahrhundert erteilte er jüdischen Religionsunterricht am Realgymnasium Weinheim und erwarb sich im Verein jüdischer Lehrer besondere Verdienste um den Gemeindegesang. Marx Maier wurde 1931 als ehrenamtlicher Referent für den gottesdienstlichen Gemeindegesang vom Oberrat der Israeliten Badens bestellt.
Marx Maier prägte als Chorleiter und Gründer des Kammermusikvereins das musikalische Geschehen in Weinheim mit überregionaler Ausstrahlung: in seinem Haus verkehrten u. a. Wilhelm Furtwängler, Erich Kleiber, Clemens Krauss und Siegfried Wagner, der junge Komponist Paul Hindemith und die Pianisten Eugen d’Albert, Alexander Borovsky und Rudolf Serkin. Während seiner Schaffenszeit holte er berühmte Quartette wie das Amar-, Wendling-, Rosé-, Gewandhaus- und Buschquartett für Konzerte nach Weinheim.
Marx Maier heiratete am 24. Oktober 1901 in Weinheim Bertha, geb. Rothschild. Aus dieser Ehe entstammen die Kinder: Frieda Diana (1902–1994; sie wurde eine bekannte Malerin und heiratete 1924 den Maler und Bühnenbildner Hein Heckroth), Georg Alfred (geb. 1904), Ruth Helene verh. Cohn (geb. 1907), Friedrich Hermann (geb. 1910) und Otto Albert Adolf (geb. 1911).

## Kammermusikfeste in Weinheim
Marx Maier führte fünf Kammermusikfeste in Weinheim durch: 1923 mit Erich Kleiber, 1924 mit Hermann Abendroth, 1925 mit Clemens Krauß, 1926 mit Siegfried Wagner und 1927 als Beethoven-Feier wieder mit Clemens Krauß.